# Tickdoradito
Landbeckdoradito (Pseudocolopteryx citreola) är en fågel i familjen tyranner inom ordningen tättingar.

## Utbredning och systematik
Fågeln häckar i centrala Chile och västra Argentina och flyttar norrut till Bolivia. Den behandlas som monotypisk, det vill säga att den inte delas in i några underarter.

## Status
IUCN kategoriserar arten som livskraftig.